# Costică Olaru
Costică Olaru (ur. 1 sierpnia 1960 w Somovie) – rumuński kajakarz, kanadyjkarz. Brązowy medalista olimpijski z Los Angeles (1984).
Zawody w 1984 były jego jedynymi igrzyskami olimpijskimi. Brązowy medal wywalczył w kanadyjkowej jedynce na dystansie 500 metrów. Na mistrzostwach świata w 1983 zdobył złoto w jedynce na dystansie 500 metrów oraz srebro na dwukrotnie dłuższym dystansie.